# Бат-Мирьям, Иохевед
Иохевед Бат-Мирьям (псевдоним Железняк Марьяши) (5 марта 1901, Капличи — 7 января 1980, Тель-Авив) — израильская поэтесса, переводчица.

## Биография
Родилась в состоятельной семье земельного арендатора Наума Железняка и Марьяши Шнеерсон. Занималась на педагогических курсах в Харьковском университете, училась в Одесском и Московском университетах. Первая книга её стихов «Ме-рахок» («Издалека») вышла в свет в 1932 , через четыре года после её приезда в Эрец-Исраэль.
Большинство стихов Бат-Мирьям написано в период между двумя мировыми войнами, в них отражена трагедия евреев того времени, а также её личная жизнь в России и затем в Израиле. Бат-Мирьям — лауреат премии имени Бялика (1964), в 1972 году ей была присуждена Премия Израиля.
На русский язык несколько стихотворений Бат-Мирьям перевел известный поэт Александр Пэнн (перевод опубликован в сборнике «Поэты Израиля» (Москва, 1963). 

### Произведения
- «Ме-рахок» («Издалека») (1934);
- «Эрец-Исраэль» (1937);
- «Реайон» («Свидание», 1940);
- «Дмуйот ме-офек» («Образы на горизонте», 1942);
- «Ми-ширей Руссия» («Из песен России», 1942);
- «1943 — ширим ла-гетто» («1943 — песни гетто», 1946)
- «Ширим» («Песни», 1963).